# Zelów
Zelów – miasto w centralno-południowej części województwa łódzkiego, w powiecie bełchatowskim, siedziba gminy miejsko-wiejskiej Zelów (35 sołectw wiejskich). W latach 1975–1998 miasto administracyjnie należało do woj. piotrkowskiego.
Zelów leży w historycznej ziemi sieradzkiej, w czasach I Rzeczypospolitej był wsią położoną w powiecie szadkowskim w województwie sieradzkim.
W 2005 w gminie działały: dom kultury, 3 biblioteki publiczne (z filiami), 1 liceum i 1 zespół szkół zawodowych, 2 gimnazja, 5 szkół podstawowych, 3 przedszkola, 6 klubów sportowych. Przez miejscowość przebiega droga wojewódzka nr 484.

## Toponimia
Zelów dawniej Żelów należy do nazwań dzierżawczych, pochodzi do nazwy osobowej Żel, która jest pochodną od imienia Żelisław lub Żelistryj, właściciela bądź założyciela osady. Pierwsza wzmianka z 1402 roku w języku łacińskim Zelow, czyli Żelów. W 1552 wzmiankowany jako Zeliow. Współczesna forma zapisu Zelów powstała pod wpływem mazurzenia.

## Historia

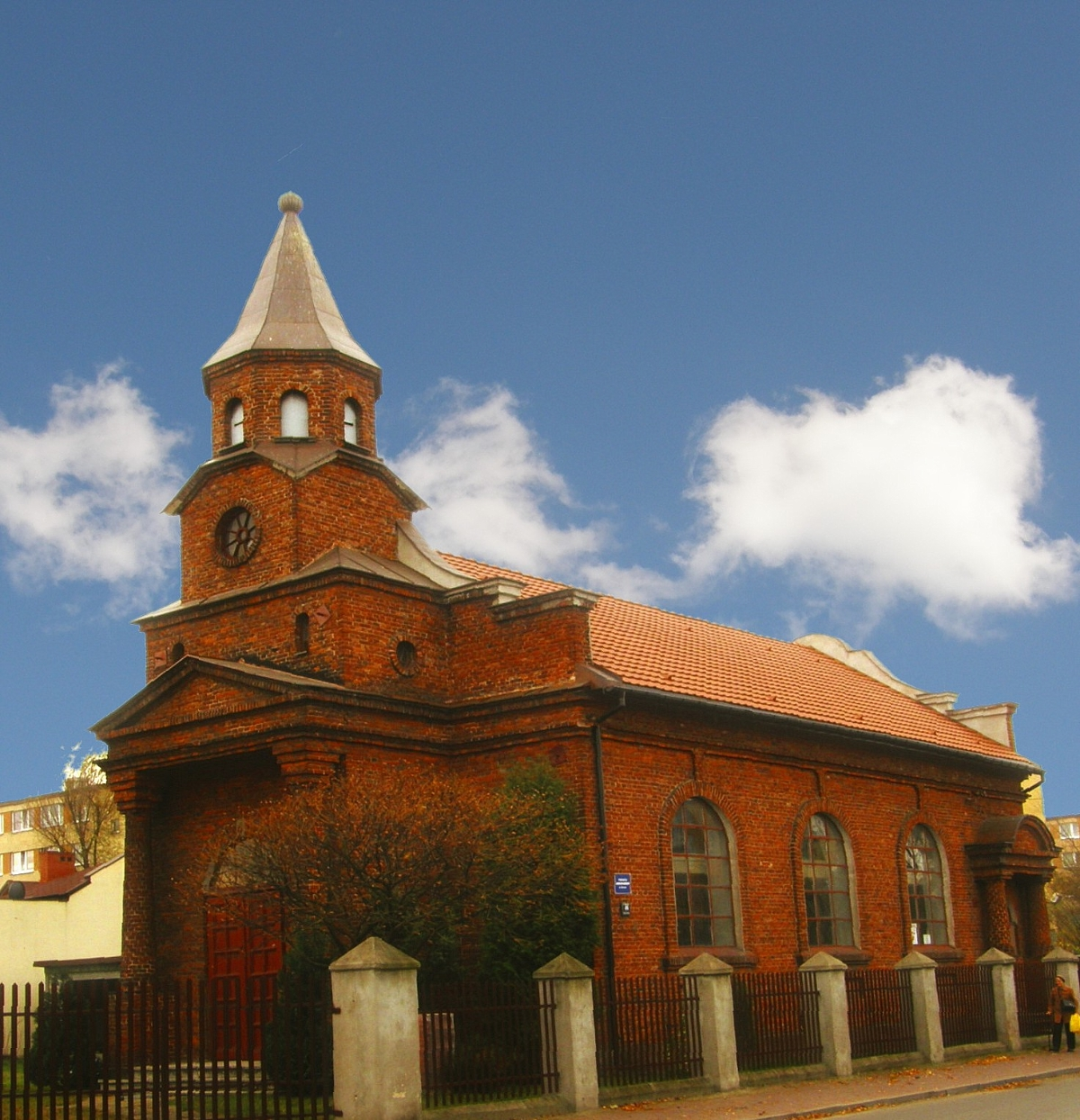
Kościół ewangelicko-augsburski z 1934 r.

Początek miastu dała wieś założona zapewne w XIII wieku, a wzmiankowana w źródłach pisanych – księgach grodzkich sieradzkich – już w roku 1441, w ramach tzw. dóbr pożdżenickich. Pierwotnie wieś ta nosiła nazwę Szelyów, a następnie Zeliów. Do końca XVIII w. Zelów był typową wsią szlachecką, której mieszkańcy trudnili się rolnictwem i hodowlą.
W końcu 1802 majątek Zelów, będący wówczas własnością Józefa Świdzińskiego herbu Półkozic, został zakupiony przez przybyłych tu kolonistów czeskich. Byli to ewangelicy – członkowie kościoła braci czeskich. Pierwszymi starszymi zboru, czyli religijnymi przywódcami osadników zostali w czerwcu 1803 Maciej Lukaszek z Sacken, Fryderyk Prowaznik z Taboru Wielkiego i Jan Weselowski z Bachowic. W 1807 roku wybrano po raz pierwszy rychtarza, czyli sołtysa, którym został Jan Andersz, późniejszy wójt Zelowa. Osadnicy czescy rozwinęli na tym terenie przemysł tkacki, przynieśli ze sobą nową religię, ciekawe zwyczaje, własne, inne tradycje budowlane, a nawet kulinarne (knedle kudłate, buchty domowe, staroczeskie ciasto z marchwią). Wiele z nich do dziś można odnaleźć w Zelowie. Przez ponad 100 lat zelowscy Czesi dominowali w tej osadzie, jednak od drugiej połowy XIX w. zaczęli pojawiać się w Zelowie też liczniej Polacy, Niemcy oraz Żydzi.
Po zakończeniu I wojny światowej i utworzeniu Czechosłowacji pierwsi zelowscy Czesi zaczęli opuszczać Polskę i wracać do ojczyzny. Jedną z charakterystycznych cech ówczesnego Zelowa był rozwój różnych wyznań religijnych. Oprócz dominującego tu Kościoła ewangelicko-reformowanego, nie brakowało tu w początkach XX w. też ewangelików augsburskich (luteran), baptystów, katolików oraz wyznawców religii mojżeszowej.
W okresie międzywojennym powstało tu sporo nowoczesnych fabryk włókienniczych.
Okres okupacji niemieckiej przyniósł konflikty na tle narodowościowym, wymordowanie całej lokalnej społeczności żydowskiej, represje wobec Polaków i napływ nowych osadników niemieckich. 1943 Niemcy wprowadzili dla miasta okupacyjną nazwę Sellau.
Po wojnie do wyjazdu zmuszono społeczność niemiecką, liczba represjonowanych Czechów także znacznie zmalała. Przybyli na ich miejsce Polacy z okolicznych wsi. Do dziś, mimo dawnych konfliktów na tle narodowym i religijnym oraz postępującej polonizacji, Zelów nie stracił swego dawnego charakteru. Pozostaje najsilniejszym ośrodkiem mniejszości czeskiej w środkowej Polsce oraz centrum prężnie działającego kościoła ewangelicko-reformowanego. Sławne są m.in. Zelowskie Dzwonki – jedyny w Polsce zespół grający na dzwonach, kierowany do 2010 przez dyrygenta-założyciela, żonę ówczesnego miejscowego pastora ks. Mirosława Jelinka – ks. Wierę (pierwsza w Polsce kobieta-ksiądz Kościoła Ewangelicko-Reformowanego) oraz Światowe Zjazdy Zelowian. Prawdopodobnie w Zelowie spoczywają prochy Mykoły Liwyckiego (ojca i dziadka prezydentów Ukraińskiej Republiki Ludowej – Andrija i Mykoły)
11 marca 1998 Zelów odwiedził ówczesny prezydent Republiki Czeskiej – Václav Havel.

## Demografia
Dane o ludności z 31 grudnia 2023:
| Opis                                | Ogółem | Ogółem | Kobiety | Kobiety | Mężczyźni | Mężczyźni |
| ----------------------------------- | ------ | ------ | ------- | ------- | --------- | --------- |
| Jednostka                           | osób   | %      | osób    | %       | osób      | %         |
| Populacja                           | 7059   | 100    | 3637    | 51,52   | 3422      | 48,48     |
| Wiek przedprodukcyjny (0–17 lat)    | 1249   | 17,69  | 577     | 8,17    | 672       | 9,52      |
| Wiek produkcyjny (18–65 lat)        | 3944   | 55,87  | 1797    | 25,46   | 2147      | 30,42     |
| Wiek poprodukcyjny (powyżej 65 lat) | 1866   | 26,43  | 1263    | 17,89   | 603       | 8,54      |

- Piramida wieku mieszkańców Zelowa

## Zabytki

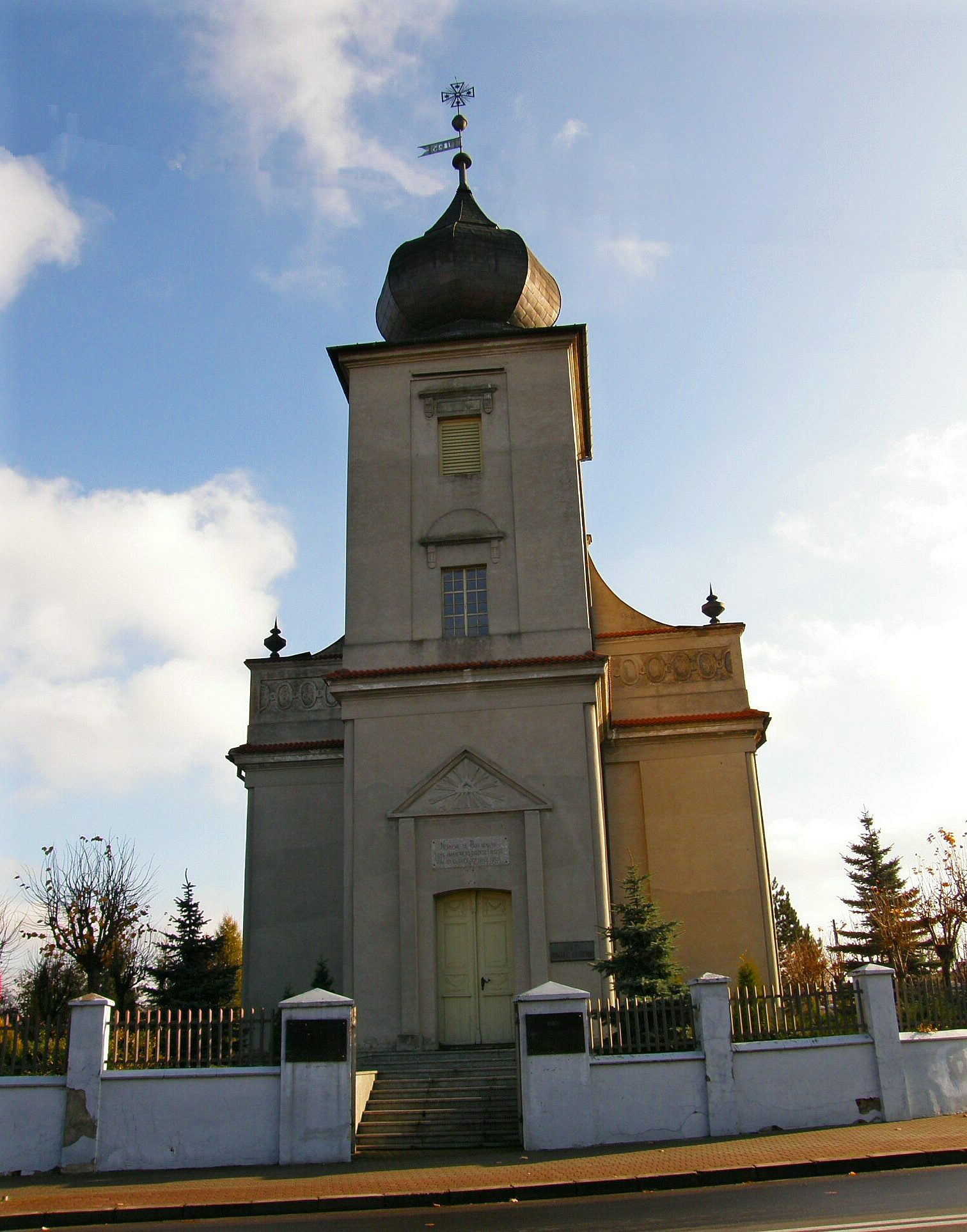
Kościół ewangelicko-reformowany z 1828 r. w Zelowie

Według rejestru zabytków NID na listę zabytków wpisany jest obiekt:
- klasycystyczny kościół braci czeskich z 1828 r. restaurowany w 1971 r., nr rej.: 431 z 21.07.1967

Pozostałe:
- kościół katolicki modernistyczny z 1931–1933
- kościół baptystów z 1893–1896
- kościół ewangelicko-augsburski z 1934
- drewniane domy tkaczy z XIX w.
- murowane domy z połowy XIX w.
- cmentarz ewangelicko-reformowany

## Wspólnoty wyznaniowe

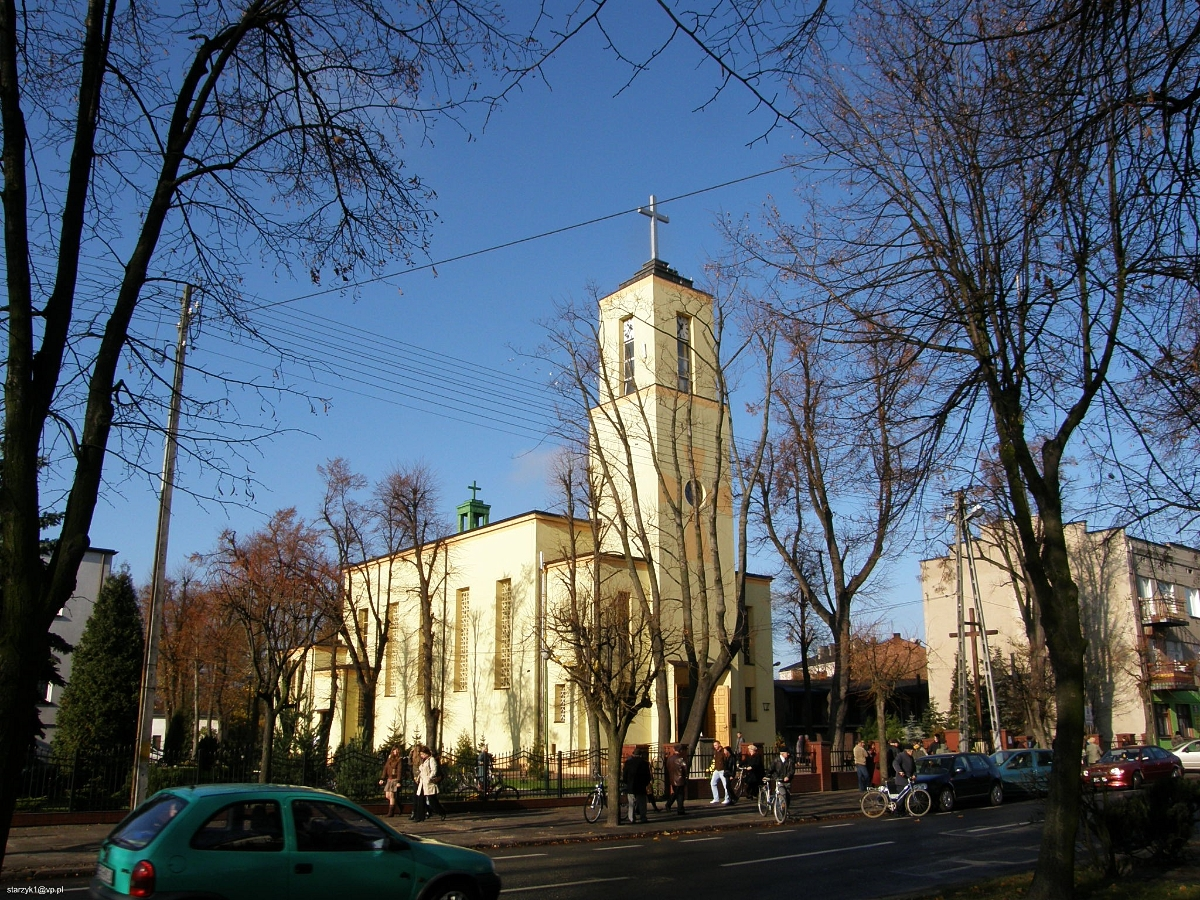
Kościół rzymskokatolicki Matki Boskiej Częstochowskiej

Na terenie miasta działalność religijną prowadzą następujące Kościoły i związki wyznaniowe:
- Kościół Chrześcijan Baptystów w RP:
  - zbór w Zelowie[9]
- Kościół Chwały:
  - Kościół Chwały w Zelowie[10]
- Kościół Ewangelicko-Augsburski w RP:
  - parafia w Zelowie-Bełchatowie[11]
- Kościół Ewangelicko-Reformowany w RP:
  - parafia w Zelowie[12]
- Kościół rzymskokatolicki (dekanat zelowski):
  - parafia Matki Boskiej Częstochowskiej[13]
- Świadkowie Jehowy:
  - zbór Zelów (Sala Królestwa Łask)[14]

## Szlaki turystyczne
- Szlak „Osady Braci Czeskich”. Przebieg: Widawa (PKS) – Ruda – Chrząstawa – Faustynów – Walewice – Pożdżenice – Zelów – Zelówek – Bocianicha – Grzeszyn – Gucin – Rokitnica – Talar – Barycz – Ostrów – Łask Kolumna (PKP, PKS). Ma on długość 65 km.
- biegnie Łódzka Magistrala Rowerowa N-S